# Sint-Servaaskapel (Nunhem)

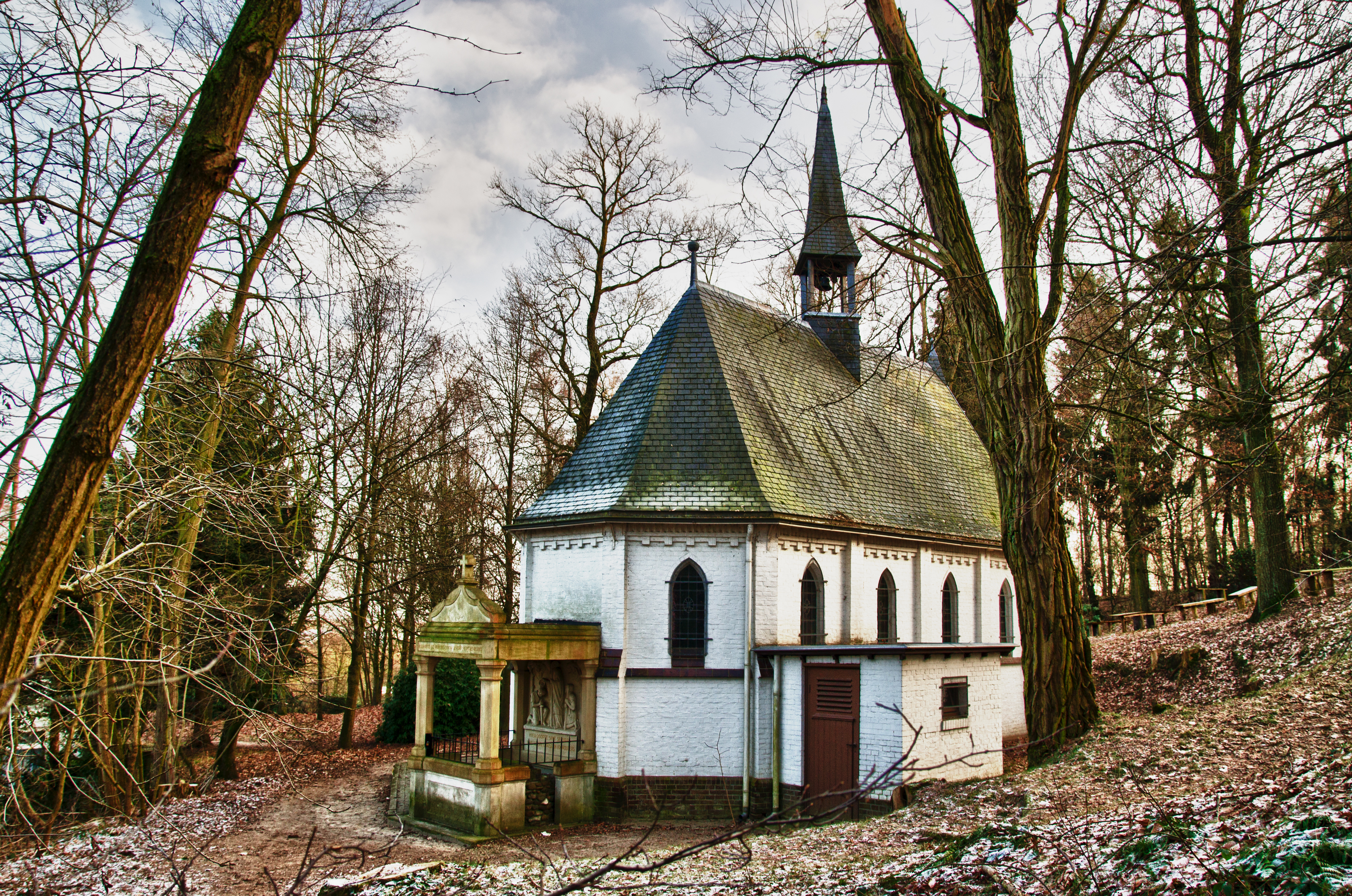
Sint-Servaaskapel

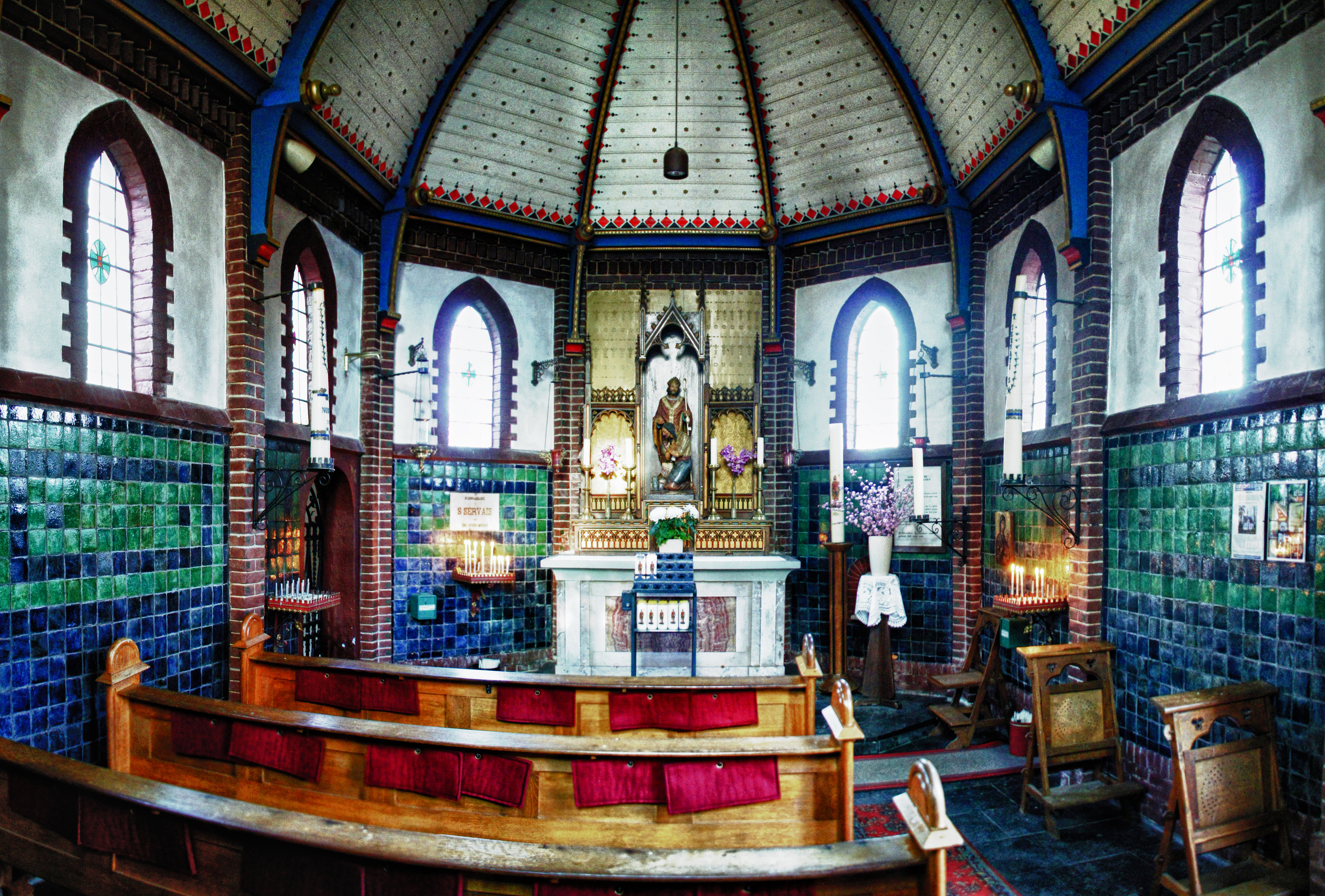
Interieur

De Sint-Servaaskapel is een bedevaartskapel nabij de Servaasweg 46 te Nunhem in de Nederlandse gemeente Leudal.
De aan Sint-Servatius gewijde kapel ligt op een heuvel (de Servaasberg) aan de rand van het Leudal vlak bij de Haelense Beek. Achter de kapel ligt de Sint-Servaasput die -naar verluidt- door de heilige zelf zou zijn geslagen teneinde de bron, die 15 meter boven het peil van de beek ligt, te gebruiken om de eerste lokale christenen te dopen.

## Geschiedenis
Een Sint-Servaaskapel op deze plaats werd voor het eerst vermeld in 1744, toen deze op een landkaart stond aangegeven. In 1796 werd de kapel vermeld door een landmeter als: Nog den bosch op de heijde ende neffens de beeke ende ronts om Sinte Servaeshusken. In 1877 werd de kapel nog gerestaureerd, maar in 1891 werd een grotere, neogotische kapel gebouwd naar ontwerp van Hubert van Groenendael. De kapel werd in 1892 ingewijd. In 1917 werd aan de koorzijde een natuurstenen overkapping aangebracht met daarin een reliëf dat een dopende Servatius voorstelt, met de tekst: H. Servatius bid voor ons en voor de voortplanting des geloofs en: Hier doopte Sint-Servaas uwe eerste christen voorouders. In 1972 en 1994 vond nog een restauratie plaats.

## Gebouw
Het eigenlijke kapelletje oogt als een kerkje met een driezijdig gesloten koor. Aan beide zijden zijn toegangsdeuren onder topgevels, zodat het geheel op een kruiskerkje lijkt, met in het midden een vieringtorentje. Een hardstenen plaquette bevat de volgende inscriptie:
Hier doopte Sint Servaas
in donk'ren heidennacht
en heeft met Christus' leer
ons volk het heil gebracht.
Sinds wordt Hij vroom vereerd
door 't dankbaar nageslacht,
dat herwaarts komt en bidt
vertrouwend op Zijn macht,
dat drinkt aan de oude bron
en heengaat rijk bedacht
met schat van zegening
en frissche zielekracht
Bij de toegang tot de kapel bevindt zich nog een hardstenen Sint-Servaasbeeld, en het geheel ligt in een schilderachtige omgeving.

## Sint-Servaasverering
De oudste vermelding van een Sint-Servaasverering te Nunhem is van 1492, toen de belangrijkste kerkklok van de Nunhemse Sint-Servatiuskerk werd gegoten, met opschrift: sante servaes.
In de 18e eeuw moet Nunhem al een bedevaartplaats zijn geweest voor Sint-Servaas, en in 1835 schrijft de pastoor over een jaarlijkse processie van de parochiekerk naar de kapel, welke processie alsdan door een zeer grote menigte gelovigen wordt bijgewoond. In 1874 werden de volgende zinnen neergeschreven: De godsvrucht van den godsdienstigen Limburger jegens den H. Servatius, die zich zoo schoon en treffend in diens aloude bisschopsstad Maastricht openbaart, vindt ook te Nunhem hare ontboezeming. Daaraan werd toegevoegd dat zulks sinds onheuglijke tijden reeds plaatsgevonden had. Uit 1921 stamt een bericht omtrent vele genezingen en de schoonste gebedsverhooringen door de voorspraak van St. Servaas verkregen.
Ook tegenwoordig vindt jaarlijks nog een Sint-Servaasprocessie plaats.